# Groszki Nowe (gromada)
Groszki Nowe – dawna gromada, czyli najmniejsza jednostka podziału terytorialnego Polskiej Rzeczypospolitej Ludowej w latach 1954–1972.
Gromady, z gromadzkimi radami narodowymi (GRN) jako organami władzy najniższego stopnia na wsi, funkcjonowały od reformy reorganizującej administrację wiejską przeprowadzonej jesienią 1954 do momentu ich zniesienia z dniem 1 stycznia 1973, tym samym wypierając organizację gminną w latach 1954–1972.
Gromadę Groszki Nowe z siedzibą GRN w Groszkach Nowych (w obecnym brzmieniu Nowe Groszki) utworzono – jako jedną z 8759 gromad – w powiecie węgrowskim w woj. warszawskim, na mocy uchwały nr VI/10/22/54 WRN w Warszawie z dnia 5 października 1954. W skład jednostki weszły obszary dotychczasowych gromad Groszki Nowe, Groszki Stare, Gołębiówka, Marysin, Ryczyca i Sinołęka oraz przysiółek Augustówka z dotychczasowej gromady Trzebucza ze zniesionej gminy Sinołęka w tymże powiecie. Dla gromady ustalono 14 członków gromadzkiej rady narodowej.
1 stycznia 1958 gromada weszła w skład powiatu mińskiego w tymże województwie.
1 stycznia 1959 z gromady Groszki Nowe wyłączono kolonię Sinołęka, włączając ją do gromady Grębków w powiecie węgrowskim.
1 stycznia 1969 z gromady Groszki Nowe wyłączono wieś Ryczyca, włączając ją do gromady Bojmie w powiecie siedleckim w tymże województwie, po czym gromadę Groszki Nowe zniesiono, włączając jej (pozostały) obszar do gromady Kałuszyn w powiecie mińskim.